# White Women
White Women è il quarto album in studio del gruppo elettrofunk canadese Chromeo, pubblicato nel 2014.

## Tracce
1. Jealous (I Ain't with It) – 3:48
2. Come Alive (featuring Toro y Moi) – 3:58
3. Over Your Shoulder – 4:32
4. Sexy Socialite – 5:36
5. Lost on the Way Home (featuring Solange) – 5:24
6. Play the Fool – 5:15
7. Hard to Say No – 3:35
8. Ezra's Interlude (featuring Ezra Koenig) – 1:54
9. Old 45's – 3:47
10. Somethingood – 6:30
11. Frequent Flyer – 3:13
12. Fall Back 2U – 5:50